# Initiative populaire « La solidarité crée la sécurité : pour un service civil volontaire pour la paix »
L'initiative populaire  « pour une Suisse sans arme et pour une politique globale de paix » est une initiative populaire fédérale suisse, rejetée par le peuple et les cantons le 2 décembre 2001.

## Contenu
L'initiative propose d'ajouter un article 48bis à la Constitution fédérale pour définir un « service civil pour la paix » chargé de diminuer les situations de violence internes et externes et à éviter l'émergence de conflits et dont pourrait faire partie tout citoyen en faisant la demande. L'initiative prévoir également une formation de base pour tous les civilistes ainsi que la formation d'experts dans le domaine de la promotion de
la paix, aux frais de la Confédération.
Le texte complet de l'initiative peut être consulté sur le site de la Chancellerie fédérale.

## Déroulement

### Contexte historique
Le programme de promotion de la paix est assuré, au niveau fédéral, par le Département fédéral de la défense, de la protection de la population et des sports pour les missions militaires de maintien de la paix effectuées dans le cadre de l'Organisation pour la sécurité et la coopération en Europe, par la Direction du développement et de la coopération en ce qui concerne l'aide structurelle, la lutte contre la pauvreté et la reconstruction et la direction politique du Département fédéral des affaires étrangères en ce qui concerne la promotion civile de la paix. Dans ce dernier domaine, les actions menées sont principalement composées de missions préventives, en particulier assurées par un pool d'experts suisse pour la promotion civile de la paix composé de 100 membres.
Le Groupe pour une Suisse sans armée (GSsA) lance cette initiative quelques années après les refus de son initiative populaire « pour une Suisse sans arme et pour une politique globale de paix » le 26 novembre 1989 et en parallèle avec une autre initiative demandant à nouveau la suppression de l'armée.

### Récolte des signatures et dépôt de l'initiative
La récolte des 100 000 signatures débute le 17 mars 1998. L'initiative est déposée le 10 septembre de l'année suivante à la Chancellerie fédérale, qui constate son aboutissement le 21 octobre.

### Discussions et recommandations des autorités
Le Parlement et le Conseil fédéral recommandent le rejet de l'initiative. Dans son rapport aux Chambres fédérales, le gouvernement reconnaît que « la promotion de la paix et de la sécurité est l'un des objectifs principaux de la politique extérieure et de la politique de sécurité de la Suisse » ; il rejette cependant l'initiative qui, selon lui, n'est pas assez précise et serait difficile à mettre en œuvre tout en faisant double emploi avec plusieurs institutions qui travaillent déjà à la promotion de la paix.
Les recommandations de vote des partis politiques sont les suivantes : 
| Parti politique              | Recommandation |
| ---------------------------- | -------------- |
| Parti chrétien-social        | oui            |
| Parti démocrate-chrétien     | non            |
| Parti évangélique            | non            |
| Parti libéral                | non            |
| Parti de la liberté          | non            |
| Parti radical-démocratique   | non            |
| Parti socialiste             | oui            |
| Union démocratique du centre | non            |
| Les Verts                    | oui            |

### Votation
Soumise à votation le 2 décembre 2001, l'initiative est refusée par l'ensemble des 20 6/2 cantons et par 76,8 % des suffrages exprimés. Le tableau ci-dessous détaille les résultats par canton :

## Effets
Soumis à votation le même jour, la seconde initiative du GSsa demandant la suppression de l'armée est également rejetée par 78,1 % des votants.